# Plače
Plače so naselje v Občini Ajdovščina.

## Prebivalstvo
Etnična sestava 1991:

Slovenci: 167 (86,5 %)

Neznano: 26 (13,5 %)